# Vendelsö, Haninge kommun
Vendelsö är en bebyggelse i tätorten Stockholm och en före detta kommundel i Haninge. Numera är kommundelen uppdelad i de nya kommundelarna Norrby, Vendelsö-Gudö och Vendelsömalm. Vendelsö är belägen på ömse sidor om Gudöbroleden öster om Drevviken och söder om Gudöån och Långsjön vilka utgör gräns mot Tyresö kommun. I öster ligger Tyresta nationalpark.
I sydost återfinns Lyckebyn, i öster Tutviken. På gränsen till Tyresö  ligger Gudö. I sydväst återfinns Vendelsömalm och Norrby. Områdets centrum ligger kring Sågen.

## Historia

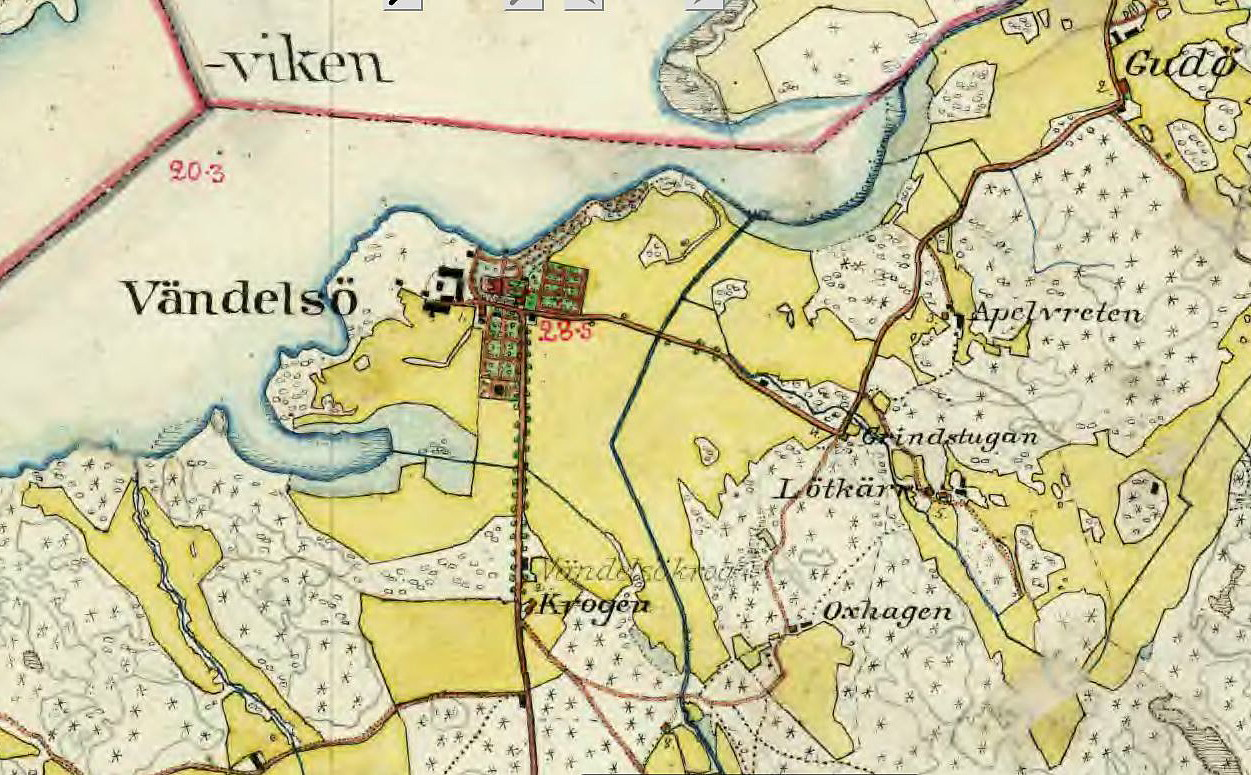
Vendelsö på Häradsekonomiska kartan.

Egendomen såldes 1467 av Tyska orden till Erik Axelsson (Tott) tillsammans med samtliga tillgångar som orden ägde i Sverige, bland dem även Årsta och Sandemar båda i Österhaninge socken. Vendelsö gård blev säteri före 1610 och i slutet av 1600-talet tillkom den timrade mangårdsbyggnaden som efter många år av vanvård revs år 1984. 
Till skillnad mot de flesta timrade herrgårdar hade en av tidens kända arkitekter, Mathias Spieler, anlitats för att ge gården en karolinsk prägel. Av ursprungligen två flygelbyggnader brann den norra ner 1805, medan den södra är fortfarande bevarad och nyttjas som bygdegård. Nuvarande Vendelsö gårdsväg och Vendelsö allé var ursprungligen gårdens huvudinfarter från öster respektive söder. Öster och söder om gårdsanläggningen låg inhägnade trädgårdar. Längs med Drevvikens strand fanns gårdens park, här ligger idag Gårdens bad, en av kommunens allmänna badplatser. Väster om huvudbyggnaden grupperade sig gårdens ekonomibyggnader. 
Omkring 1908 började gårdens ägor styckas av Mellersta Sveriges Egnahems AB för villor och fritidshus. 1915-talet lades jordbruket ner. Året därpå förvärvades Vendelsö av dåvarande Österhaninge landskommun som fram till 1939 bedrev folkskola i huvudbyggnaden. På 1950-talet ägdes gården och dess närmare omgivning av Busstrafiken Stockholm–Södertörn som hade bussgarage på ekonomibyggnadernas plats. 
Under gården låg Gudö, Forsen, Högdalen, Österäng, Ramsdal, Tutviken och Svartbäcken med skolhuset från 1846. Dessutom fanns ett stort antal torp som lydde under Vendelsö. Flera av dessa ställen gav namn åt några av dagens postorter eller bostadsområden i kommunen.

## Postort
Sedan 20 februari 2007 är Vendelsö åter en egen postort. De områden som ingår i postorten är Gudö, Lötkärr, Vendelsö gård, Sågen, Vendelsömalm, Ramsdalen, Svartbäcken och Tyresta by.

## Bilder

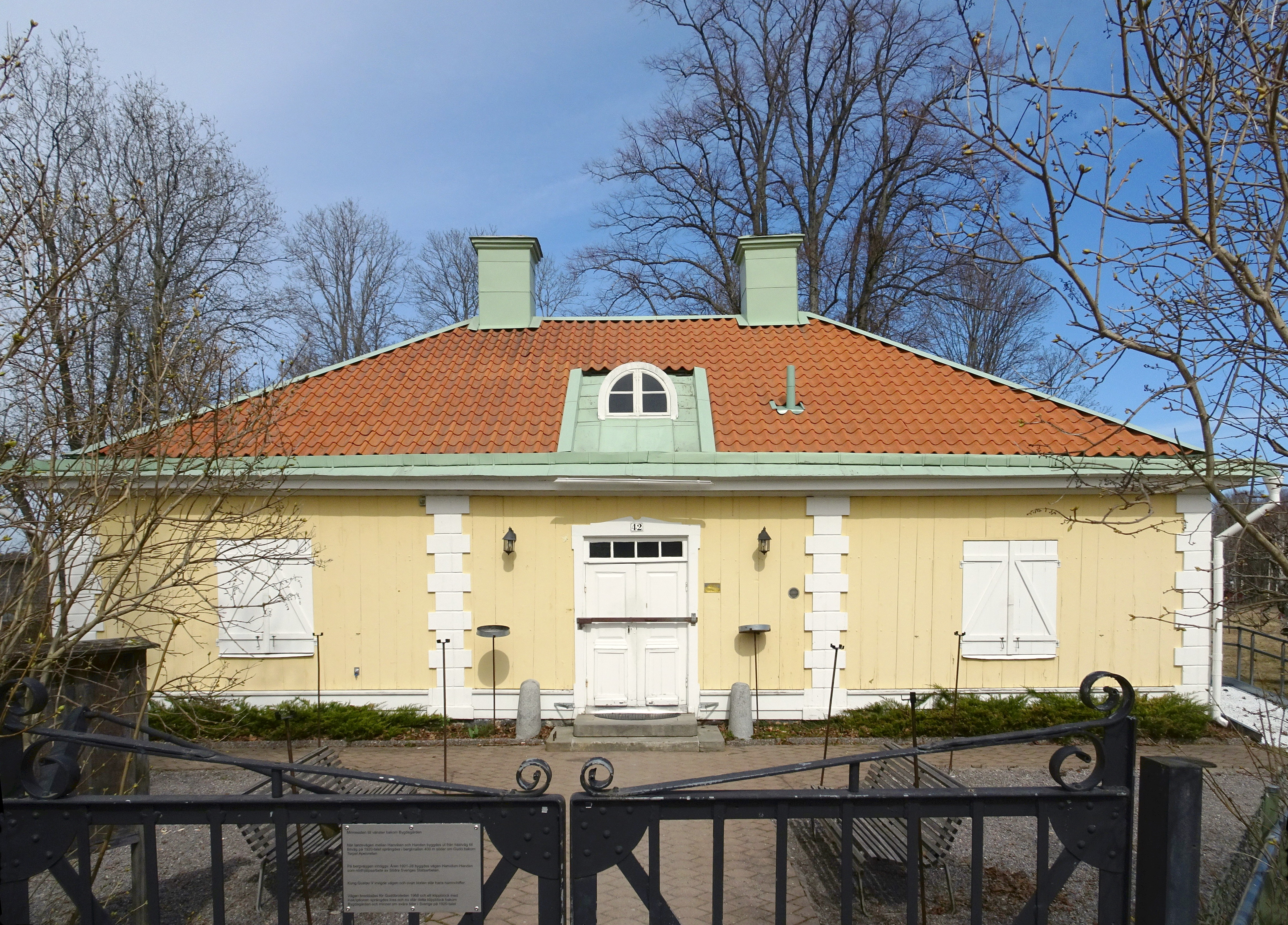
Vendelsö gårds södra flygel
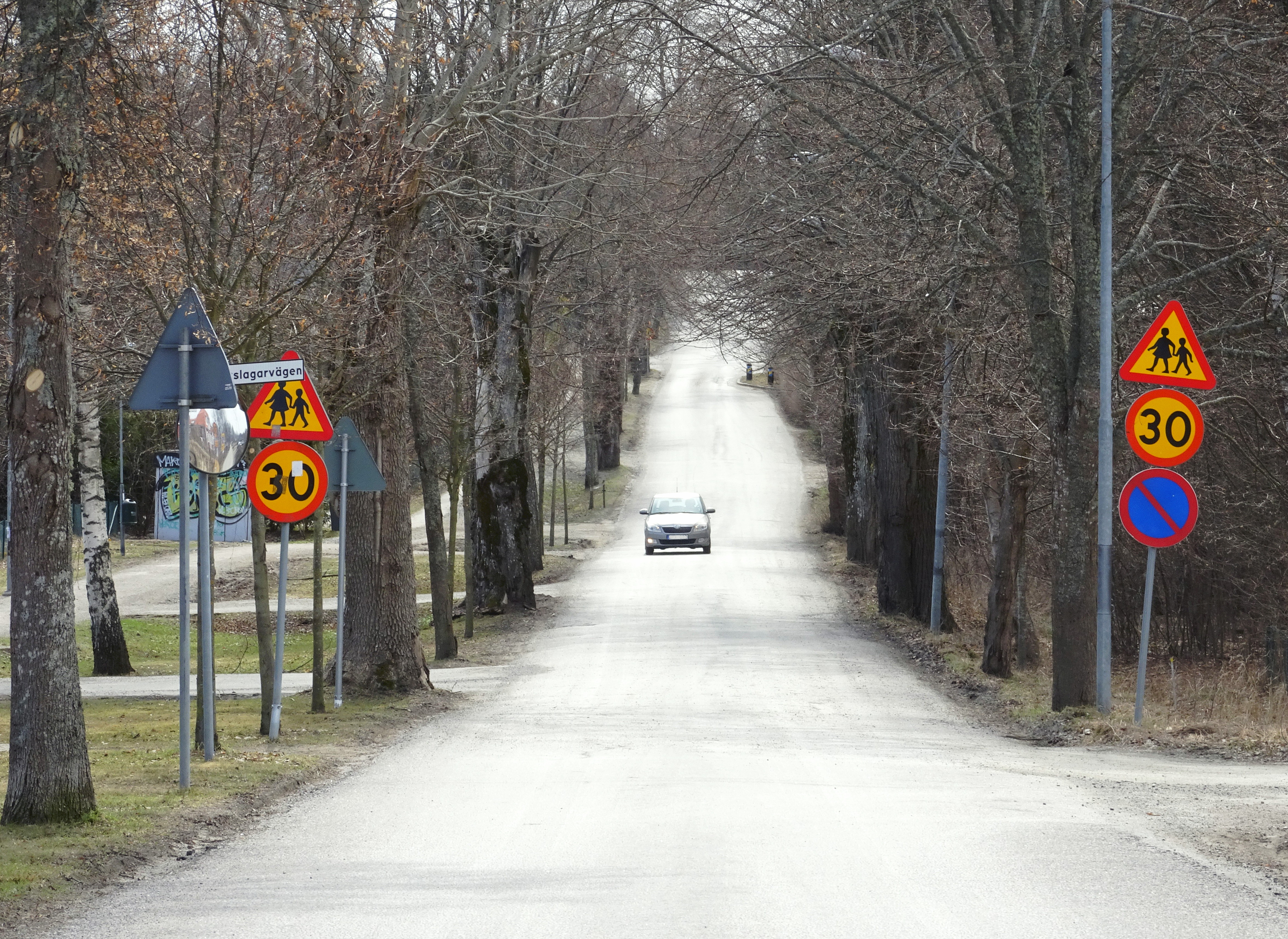
Vendelsö allé söderut
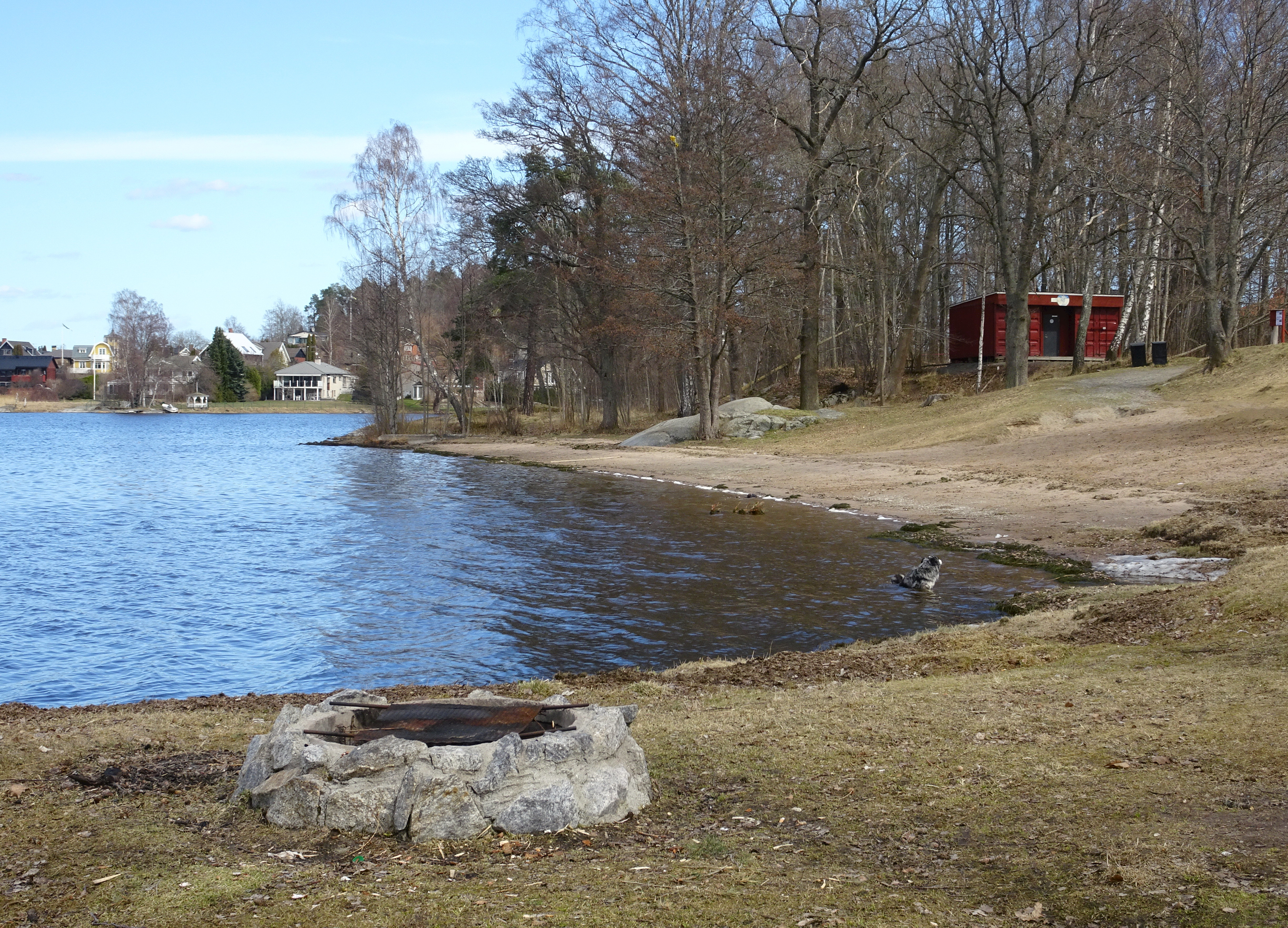
Gårdens bad
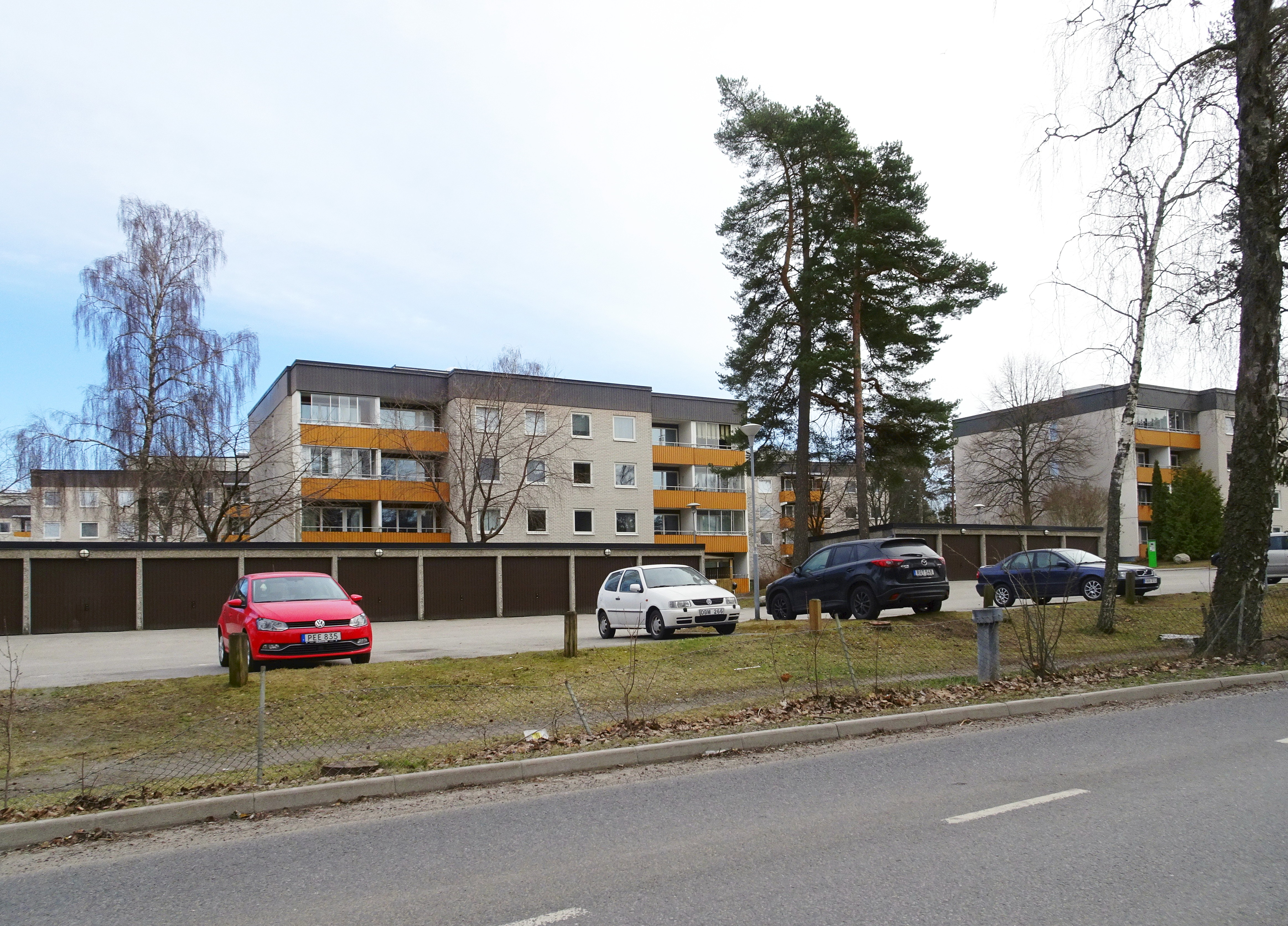
Flerbostadshus från 1970-talet vid Gudöbroleden
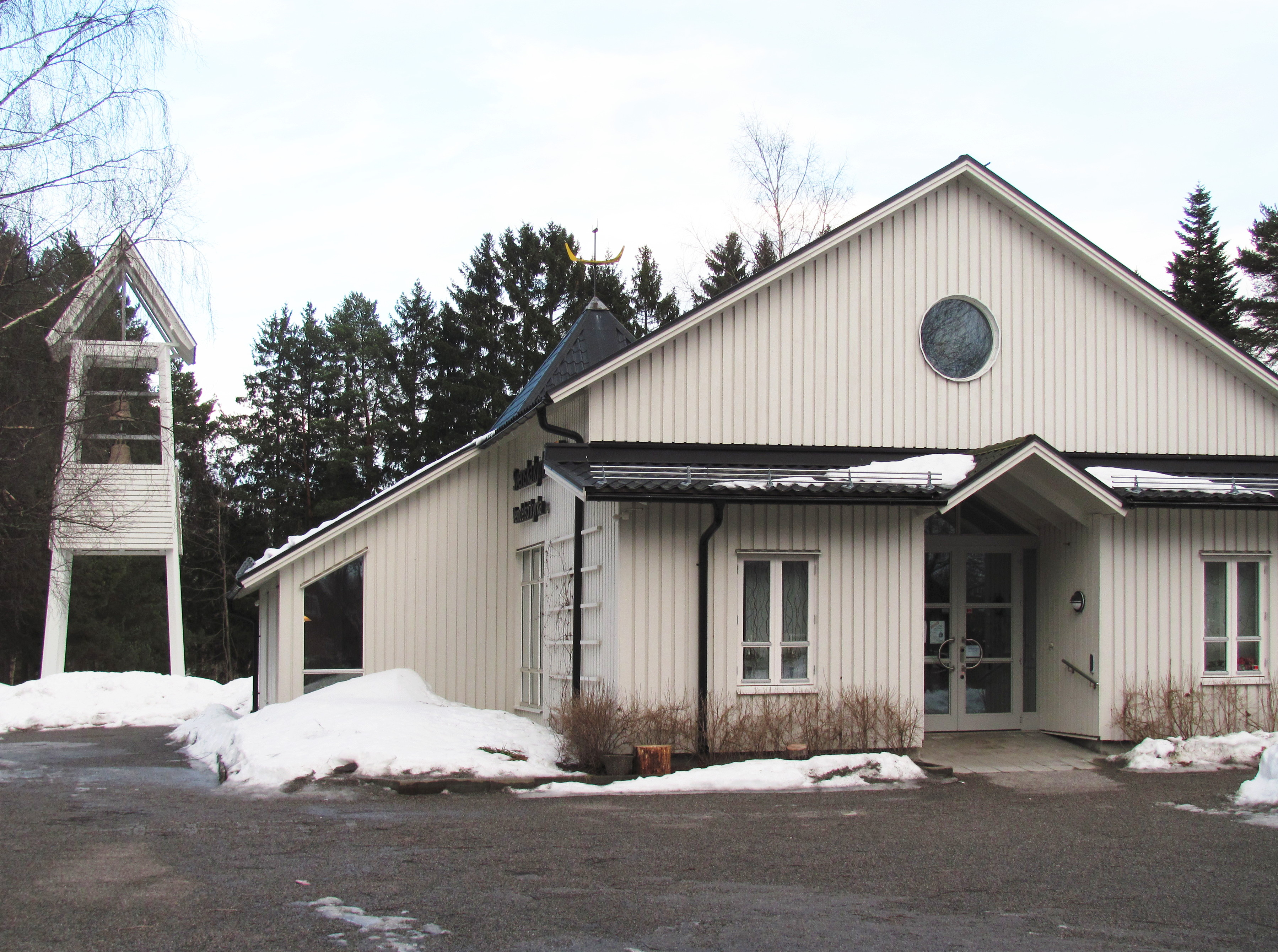
Vendelsö kyrka